# Maljen
Le mont Maljen (en serbe cyrillique : Маљен) est une montagne de l'ouest de la Serbie. Son point culminant, le pic de Kraljev sto, s'élève à une altitude de 1 103 m.
Le mont Maljen fait partie du groupe de montagnes de Podrinje-Valjevo, dans une des franges orientales des Alpes dinariques. Il se trouve au sud de la ville de Valjevo. Le Maljen est composé de trois pics principaux : le Kraljev sto (1 103 m), le Crni vrh (1 096 m) et la Velika pleća (1 047 m).
La petite ville touristique de Divčibare est située dans les monts Maljen, à une altitude de 980 m.